# Lucas Assadi
Lucas Humberto Assadi Reygadas (Puente Alto, 8 gennaio 2004) è un calciatore cileno, centrocampista dell'Universidad de Chile e della nazionale cilena.

## Carriera

### Club
Cresciuto nel settore giovanile dell'Universidad de Chile, debutta in prima squadra il 28 giugno 2021, in occasione dell'incontro di Copa Chile vinto per 1-3 contro il San Luis de Quillota. Il 30 luglio ha esordito in Primera División, disputando l'incontro pareggiato per 1-1 contro il Ñublense. Il 15 settembre 2022 ha realizzato la sua prima rete in campionato, nell'incontro vinto per 1-2 contro il Palestino.

### Nazionale
Assadi ha giocato con le nazionali giovanili cilene Under-17, Under-20 ed Under-23.
Il 20 novembre 2022, ha esordito con la nazionale maggiore, disputando l'amichevole pareggiata per 0-0 contro la Slovacchia.
Nel gennaio del 2023, è stato incluso da Patricio Ormazábal nella rosa della nazionale Under-20 cilena partecipante al campionato sudamericano di categoria in Colombia.

## Statistiche

### Presenze e reti nei club
Statistiche aggiornate al 31 dicembre 2022.
| Stagione                    | Squadra                     | Campionato                  | Campionato | Campionato | Coppe nazionali | Coppe nazionali | Coppe nazionali | Coppe continentali | Coppe continentali | Coppe continentali | Altre coppe | Altre coppe | Altre coppe | Totale | Totale |
| Stagione                    | Squadra                     | Comp                        | Pres       | Reti       | Comp            | Pres            | Reti            | Comp               | Pres               | Reti               | Comp        | Pres        | Reti        | Pres   | Reti   |
| --------------------------- | --------------------------- | --------------------------- | ---------- | ---------- | --------------- | --------------- | --------------- | ------------------ | ------------------ | ------------------ | ----------- | ----------- | ----------- | ------ | ------ |
| 2021                        | Universidad de Chile        | PD                          | 7          | 0          | CC              | 2               | 0               | CL                 | 0                  | 0                  |             | -           | -           | 9      | 0      |
| 2022                        | Universidad de Chile        | PD                          | 27         | 1          | CC              | 7               | 0               |                    | -                  | -                  |             | -           | -           | 34     | 1      |
| Totale Universidad de Chile | Totale Universidad de Chile | Totale Universidad de Chile | 34         | 1          |                 | 9               | 0               |                    | 0                  | 0                  |             | -           | -           | 43     | 1      |
| Totale carriera             | Totale carriera             | Totale carriera             | 34         | 1          |                 | 9               | 0               |                    | 0                  | 0                  |             | -           | -           | 43     | 1      |

### Cronologia presenze e reti in nazionale
| Cronologia completa delle presenze e delle reti in nazionale ― Cile | Cronologia completa delle presenze e delle reti in nazionale ― Cile | Cronologia completa delle presenze e delle reti in nazionale ― Cile | Cronologia completa delle presenze e delle reti in nazionale ― Cile | Cronologia completa delle presenze e delle reti in nazionale ― Cile | Cronologia completa delle presenze e delle reti in nazionale ― Cile | Cronologia completa delle presenze e delle reti in nazionale ― Cile | Cronologia completa delle presenze e delle reti in nazionale ― Cile |
| Data                                                                | Città                                                               | In casa                                                             | Risultato                                                           | Ospiti                                                              | Competizione                                                        | Reti                                                                | Note                                                                |
| ------------------------------------------------------------------- | ------------------------------------------------------------------- | ------------------------------------------------------------------- | ------------------------------------------------------------------- | ------------------------------------------------------------------- | ------------------------------------------------------------------- | ------------------------------------------------------------------- | ------------------------------------------------------------------- |
| 20-11-2022                                                          | Bratislava                                                          | Slovacchia                                                          | 0 – 0                                                               | Cile                                                                | Amichevole                                                          | -                                                                   | 83’                                                                 |
| 11-6-2023                                                           | Concepción                                                          | Cile                                                                | 3 – 0                                                               | Cuba                                                                | Amichevole                                                          | -                                                                   | 72’                                                                 |
| 8-2-2025                                                            | Santiago del Cile                                                   | Cile                                                                | 6 – 1                                                               | Panama                                                              | Amichevole                                                          | -                                                                   |                                                                     |
| 10-6-2025                                                           | El Alto                                                             | Bolivia                                                             | 2 – 0                                                               | Cile                                                                | Qual. Mondiali 2026                                                 | -                                                                   | 46’                                                                 |
| Totale                                                              |                                                                     | Presenze                                                            | 4                                                                   |                                                                     | Reti                                                                | 0                                                                   |                                                                     |

## Palmarès

### Club

#### Competizioni nazionali
- Copa Chile: 1

Universidad de Chile: 2024